# Dwars door België 1986
La Dwars door België 1986, quarantunesima edizione della corsa, si svolse il 20 marzo su un percorso di 204 km, con partenza a Roeselare ed arrivo a Waregem. Fu vinta dal belga Eric Vanderaerden della squadra Panasonic davanti agli olandesi Adrie van der Poel e Peter Stevenhaagen.

## Ordine d'arrivo (Top 10)
| Pos. | Corridore          | Squadra                | Tempo    |
| ---- | ------------------ | ---------------------- | -------- |
| 1    | Eric Vanderaerden  | Panasonic              | 5h13'00" |
| 2    | Adrie van der Poel | Kwantum Hallen-Decosol | s.t.     |
| 3    | Peter Stevenhaagen | PDM-Ultima-Concorde    | s.t.     |
| 4    | Noel Segers        | Lotto-Eddy Merckx      | s.t.     |
| 5    | Frits Pirard       | Skala-Skil             | s.t.     |
| 6    | Marc Sergeant      | Lotto-Eddy Merckx      | s.t.     |
| 7    | Willem Wijnant     | TeVe Blad-Eddy Merckx  | s.t.     |
| 8    | Jos Lammertink     | Panasonic              | s.t.     |
| 9    | Jan Jonkers        | Transvemij-Van Schilt  | a 10"    |
| 10   | Martin Kemp        | Roland-Van De Ven      | s.t.     |